# Irlanda del Nord a la Copa del Món de futbol
Aquest és el registre dels resultats d'Irlanda del Nord a la Copa del Món. La millor actuació va ser el 1958, quan va arribar a quarts de final.

## Resum d'actuacions
Campions      Finalistes      Tercers      Quarts
| Historial a la Copa del Món | Historial a la Copa del Món | Historial a la Copa del Món | Historial a la Copa del Món | Historial a la Copa del Món | Historial a la Copa del Món | Historial a la Copa del Món | Historial a la Copa del Món | Historial a la Copa del Món |
| Edició                      | Ronda                       | Posició                     | PJ                          | PG                          | PE                          | PP                          | GF                          | GC                          |
| --------------------------- | --------------------------- | --------------------------- | --------------------------- | --------------------------- | --------------------------- | --------------------------- | --------------------------- | --------------------------- |
| 1930                        | No hi participà             | No hi participà             | No hi participà             | No hi participà             | No hi participà             | No hi participà             | No hi participà             | No hi participà             |
| 1934                        | No hi participà             | No hi participà             | No hi participà             | No hi participà             | No hi participà             | No hi participà             | No hi participà             | No hi participà             |
| 1938                        | No hi participà             | No hi participà             | No hi participà             | No hi participà             | No hi participà             | No hi participà             | No hi participà             | No hi participà             |
| 1950                        | No es classificà            | No es classificà            | No es classificà            | No es classificà            | No es classificà            | No es classificà            | No es classificà            | No es classificà            |
| 1954                        | No es classificà            | No es classificà            | No es classificà            | No es classificà            | No es classificà            | No es classificà            | No es classificà            | No es classificà            |
| 1958                        | Quarts de final             | 7s                          | 5                           | 2                           | 1                           | 2                           | 6                           | 10                          |
| 1962                        | No es classificà            | No es classificà            | No es classificà            | No es classificà            | No es classificà            | No es classificà            | No es classificà            | No es classificà            |
| 1966                        | No es classificà            | No es classificà            | No es classificà            | No es classificà            | No es classificà            | No es classificà            | No es classificà            | No es classificà            |
| 1970                        | No es classificà            | No es classificà            | No es classificà            | No es classificà            | No es classificà            | No es classificà            | No es classificà            | No es classificà            |
| 1974                        | No es classificà            | No es classificà            | No es classificà            | No es classificà            | No es classificà            | No es classificà            | No es classificà            | No es classificà            |
| 1978                        | No es classificà            | No es classificà            | No es classificà            | No es classificà            | No es classificà            | No es classificà            | No es classificà            | No es classificà            |
| 1982                        | Segona fase                 | 9s                          | 5                           | 1                           | 3                           | 1                           | 5                           | 7                           |
| 1986                        | Primera fase                | 21s                         | 3                           | 0                           | 1                           | 2                           | 2                           | 6                           |
| 1990                        | No es classificà            | No es classificà            | No es classificà            | No es classificà            | No es classificà            | No es classificà            | No es classificà            | No es classificà            |
| 1994                        | No es classificà            | No es classificà            | No es classificà            | No es classificà            | No es classificà            | No es classificà            | No es classificà            | No es classificà            |
| 1998                        | No es classificà            | No es classificà            | No es classificà            | No es classificà            | No es classificà            | No es classificà            | No es classificà            | No es classificà            |
| 2002                        | No es classificà            | No es classificà            | No es classificà            | No es classificà            | No es classificà            | No es classificà            | No es classificà            | No es classificà            |
| 2006                        | No es classificà            | No es classificà            | No es classificà            | No es classificà            | No es classificà            | No es classificà            | No es classificà            | No es classificà            |
| 2010                        | No es classificà            | No es classificà            | No es classificà            | No es classificà            | No es classificà            | No es classificà            | No es classificà            | No es classificà            |
| 2014                        | No es classificà            | No es classificà            | No es classificà            | No es classificà            | No es classificà            | No es classificà            | No es classificà            | No es classificà            |
| 2018                        | No es classificà            | No es classificà            | No es classificà            | No es classificà            | No es classificà            | No es classificà            | No es classificà            | No es classificà            |
| 2022                        | No es classificà            | No es classificà            | No es classificà            | No es classificà            | No es classificà            | No es classificà            | No es classificà            | No es classificà            |
| 2026                        | Pendent                     | Pendent                     | Pendent                     | Pendent                     | Pendent                     | Pendent                     | Pendent                     | Pendent                     |
| 2030                        | Pendent                     | Pendent                     | Pendent                     | Pendent                     | Pendent                     | Pendent                     | Pendent                     | Pendent                     |
| 2034                        | Pendent                     | Pendent                     | Pendent                     | Pendent                     | Pendent                     | Pendent                     | Pendent                     | Pendent                     |
| Total                       | Quarts de final             | Quarts de final             | 13                          | 3                           | 5                           | 5                           | 13                          | 23                          |

## Suècia 1958

### Primera fase: Grup 1
| Pos | Equip               | PJ | PG | PE | PP | GF | GC | GR    | Pts | Classificació                      |
| --- | ------------------- | -- | -- | -- | -- | -- | -- | ----- | --- | ---------------------------------- |
| 1   | Alemanya Occidental | 3  | 1  | 2  | 0  | 7  | 5  | 1,400 | 4   | Avança a la segona fase            |
| 2   | Txecoslovàquia      | 3  | 1  | 1  | 1  | 8  | 4  | 2,000 | 3   | Van disputar un partit de desempat |
| 3   | Irlanda del Nord    | 3  | 1  | 1  | 1  | 4  | 5  | 0,800 | 3   | Van disputar un partit de desempat |
| 4   | Argentina           | 3  | 1  | 0  | 2  | 5  | 10 | 0,500 | 2   |                                    |

| Irlanda del Nord | 1–0     | Txecoslovàquia |
| ---------------- | ------- | -------------- |
| Cush 21'         | Informe |                |

| Argentina                                   | 3–1     | Irlanda del Nord |
| ------------------------------------------- | ------- | ---------------- |
| Corbatta 37' (p.) · Menéndez 56' · Avio 60' | Informe | McParland 4'     |

| Alemanya Occidental   | 2–2     | Irlanda del Nord   |
| --------------------- | ------- | ------------------ |
| Rahn 20' · Seeler 78' | Informe | McParland 18', 60' |

Partit pel segon lloc:
| Irlanda del Nord   | 2–1 (pr.) | Txecoslovàquia |
| ------------------ | --------- | -------------- |
| McParland 44', 97' | Informe   | Zikán 18'      |

### Segona fase

#### Quarts de final
| França                                           | 4–0     | Irlanda del Nord |
| ------------------------------------------------ | ------- | ---------------- |
| Wisnieski 44' · Fontaine 55', 63' · Piantoni 68' | Informe |                  |

## Espanya 1982

### Primera fase: Grup 5
| Pos | Equip            | PJ | PG | PE | PP | GF | GC | DG | Pts | Classificació           |
| --- | ---------------- | -- | -- | -- | -- | -- | -- | -- | --- | ----------------------- |
| 1   | Irlanda del Nord | 3  | 1  | 2  | 0  | 2  | 1  | +1 | 4   | Avança a la segona fase |
| 2   | Espanya          | 3  | 1  | 1  | 1  | 3  | 3  | 0  | 3   | Avança a la segona fase |
| 3   | Iugoslàvia       | 3  | 1  | 1  | 1  | 2  | 2  | 0  | 3   |                         |
| 4   | Hondures         | 3  | 0  | 2  | 1  | 2  | 3  | −1 | 2   |                         |

| Iugoslàvia | 0–0     | Irlanda del Nord |
| ---------- | ------- | ---------------- |
|            | Informe |                  |

| Hondures  | 1–1     | Irlanda del Nord |
| --------- | ------- | ---------------- |
| Laing 60' | Informe | Armstrong 10'    |

| Espanya | 0–1     | Irlanda del Nord |
| ------- | ------- | ---------------- |
|         | Informe | Armstrong 47'    |

### Segona fase: Grup D
| Pos | Equip            | PJ | PG | PE | PP | GF | GC | DG | Pts | Classificació          |
| --- | ---------------- | -- | -- | -- | -- | -- | -- | -- | --- | ---------------------- |
| 1   | França           | 2  | 2  | 0  | 0  | 5  | 1  | +4 | 4   | Avança a la fase final |
| 2   | Àustria          | 2  | 0  | 1  | 1  | 2  | 3  | −1 | 1   |                        |
| 3   | Irlanda del Nord | 2  | 0  | 1  | 1  | 3  | 6  | −3 | 1   |                        |

| Àustria                      | 2–2     | Irlanda del Nord  |
| ---------------------------- | ------- | ----------------- |
| Pezzey 50' · Hintermaier 68' | Informe | Hamilton 27', 75' |

| França                                | 4–1     | Irlanda del Nord |
| ------------------------------------- | ------- | ---------------- |
| Giresse 33', 80' · Rocheteau 46', 68' | Informe | Armstrong 75'    |

## Mèxic 1986

### Primera fase: Grup D
| Pos | Equip            | PJ | PG | PE | PP | GF | GC | DG | Pts | Classificació                      |
| --- | ---------------- | -- | -- | -- | -- | -- | -- | -- | --- | ---------------------------------- |
| 1   | Brasil           | 3  | 3  | 0  | 0  | 5  | 0  | +5 | 6   | Avança a la fase final             |
| 2   | Espanya          | 3  | 2  | 0  | 1  | 5  | 2  | +3 | 4   | Avança a la fase final             |
| 3   | Irlanda del Nord | 3  | 0  | 1  | 2  | 2  | 6  | −4 | 1   | Opta a una plaça per la fase final |
| 4   | Algèria          | 3  | 0  | 1  | 2  | 1  | 5  | −4 | 1   |                                    |

| Algèria    | 1–1     | Irlanda del Nord |
| ---------- | ------- | ---------------- |
| Zidane 59' | Informe | Whiteside 6'     |

| Irlanda del Nord | 1–2     | Espanya                     |
| ---------------- | ------- | --------------------------- |
| Clarke 46'       | Informe | Butragueño 1' · Salinas 18' |

| Irlanda del Nord | 0–3     | Brasil                        |
| ---------------- | ------- | ----------------------------- |
|                  | Informe | Careca 15', 87' · Josimar 42' |

#### Tria dels millors tercers
| Pos | Equip            | PJ | PG | PE | PP | GF | GC | DG | Pts | Classificació          |
| --- | ---------------- | -- | -- | -- | -- | -- | -- | -- | --- | ---------------------- |
| 1   | Bèlgica          | 3  | 1  | 1  | 1  | 5  | 5  | 0  | 3   | Avança a la fase final |
| 2   | Polònia          | 3  | 1  | 1  | 1  | 1  | 3  | −2 | 3   | Avança a la fase final |
| 3   | Bulgària         | 3  | 0  | 2  | 1  | 2  | 4  | −2 | 2   | Avança a la fase final |
| 4   | Uruguai          | 3  | 0  | 2  | 1  | 2  | 7  | −5 | 2   | Avança a la fase final |
| 5   | Hongria          | 3  | 1  | 0  | 2  | 2  | 9  | −7 | 2   |                        |
| 6   | Irlanda del Nord | 3  | 0  | 1  | 2  | 2  | 6  | −4 | 1   |                        |